# Catherine Martin
Catherine Martin, född 26 januari 1965 i Lindfield i New South Wales, är en australisk kostymör, scenograf och filmproducent.
Hon arbetar ofta tillsammans med sin make, regissören Baz Luhrmann. Martin har vunnit fyra Oscars: Bästa scenografi och Bästa kostym för Moulin Rouge! 2002 och i samma kategorier för Den store Gatsby 2013. Med sina fyra vinster är hon den mest Oscarsbelönade australiern i historien. Hon har även nominerats ytterligare fem gånger till priset. Martin har även vunnit sex British Academy Film Awards. År 2003 vann hon en Tony Award för scenografin till La bohème.
År 2022 tilldelades hon Longford Lyell Award, Australiens mest prestigefulla filmpris, för sina insatser inom australisk film.

## Filmografi i urval
- 1992 – Strictly Ballroom - De förbjudna stegen
- 1996 – Romeo & Julia
- 2001 – Moulin Rouge!
- 2008 – Australia
- 2013 – Den store Gatsby
- 2022 – Elvis